# 畢懋康
畢 懋康（ひつ ぼうこう、1571年 - 1644年）は、明代の官僚・画家・軍事技術者。字は孟侯、号は東郊。本貫は徽州府歙県。

## 生涯
1598年（万暦26年）、進士に及第した。中書舎人に任じられ、御史に抜擢され、長蘆を監察した。清河の治水工事を勧める上奏をおこなって、万暦帝に聞き入れられた。1610年（万暦38年）、陝西巡按御史となり、辺政十事を上疏して、副総兵の王学書ら7人を弾劾して罷免させた。宗学を郡県の学制に準じて建てるよう請願して、許可された。1617年（万暦45年）、山東巡按御史に転じた。1618年（万暦46年）、順天府丞に抜擢された。1621年（天啓元年）、母の喪に服すために官職を退いた。1624年（天啓4年）2月、右僉都御史として再び起用され、鄖陽巡撫をつとめた。
懋康は趙南星の推挙により任用されていたことから、魏忠賢に憎まれ、1625年（天啓5年）6月に御史の王際逵に弾劾されて官爵を剥奪された。1628年（崇禎元年）、懋康は南京通政使として再起した。1634年（崇禎7年）、北京に召還されて兵部右侍郎に任じられたが、まもなく罷免された。武剛車や神飛炮などの兵器を作成し、『軍器図説』を編纂して崇禎帝に進上した。1639年（崇禎12年）、南京戸部右侍郎としてまた起用され、食糧備蓄を監督した。1640年（崇禎13年）、病のため致仕し、帰郷した。1644年（崇禎17年）2月22日、家で死去した。享年は74。
懋康は兄の畢懋良（字は師皐）とともに名声があり、「二畢」と称された。著書に『西清集』・『管涔集』・『孟侯疏草』があったが、いずれも散逸し、『軍器図説』と『明創置順天府学田記』が今に伝わっている。